# Wereldkampioenschappen zwemmen 2025 – 200 meter wisselslag vrouwen
De 200 meter wisselslag voor vrouwen op de wereldkampioenschappen zwemmen 2025 in Singapore vond plaats op 27 en 28 juli 2025. 

## Records
Voorafgaand aan het toernooi waren dit het wereldrecord en het kampioenschapsrecord
| Wereldrecord         | Summer McIntosh | 2.06,12 | Victoria | 9 juni 2025     |
| Kampioenschapsrecord | Katinka Hosszú  | 2.06,12 | Kazan    | 3 augustus 2015 |

## Uitslagen
De zestien snelste zwemmers in de series kwalificeerden zich voor de halve finales, de snelste acht in de halve finales gingen door naar de finale.

### Series
| Rang | Serie | Baan | Naam                   | Land                | Tijd    | Bijz.  |
| ---- | ----- | ---- | ---------------------- | ------------------- | ------- | ------ |
| 1    | 4     | 2    | Tara Kinder            | Australië           | 2.09,45 | Q      |
| 2    | 4     | 4    | Summer McIntosh        | Canada              | 2.09,46 | Q      |
| 3    | 3     | 4    | Alex Walsh             | Verenigde Staten    | 2.09,50 | Q      |
| 4    | 3     | 5    | Mary-Sophie Harvey     | Canada              | 2.09,95 | Q      |
| 5    | 2     | 4    | Yu Yiting              | China               | 2.10,33 | Q      |
| 6    | 4     | 3    | Ella Ramsay            | Australië           | 2.10,53 | Q      |
| 7    | 2     | 3    | Mio Narita             | Japan               | 2.10,87 | Q      |
| 8    | 3     | 6    | Shiho Matsumoto        | Japan               | 2.10,94 | Q      |
| 9    | 2     | 5    | Abbie Wood             | Verenigd Koninkrijk | 2.11,15 | Q      |
| 10   | 2     | 7    | Ellen Walshe           | Ierland             | 2.11,45 | Q      |
| 11   | 4     | 5    | Anastasia Gorbenko     | Israël              | 2.11,53 | Q      |
| 12   | 3     | 3    | Phoebe Bacon           | Verenigde Staten    | 2.11,55 | Q      |
| 13   | 2     | 6    | Rebecca Meder          | Zuid-Afrika         | 2.11,68 | Q      |
| 14   | 4     | 1    | Lea Polonsky           | Israël              | 2.11,85 | Q      |
| 15   | 2     | 2    | Yu Zidi                | China               | 2.11,90 | Q      |
| 16   | 3     | 2    | Emma Carrasco          | Spanje              | 2.12,29 | SO     |
| 16   | 4     | 8    | Tamara Potocká         | Slowakije           | 2.12,29 | SO, NR |
| 18   | 4     | 6    | Katie Shanahan         | Verenigd Koninkrijk | 2.12,42 |        |
| 19   | 2     | 1    | Aimee Canny            | Zuid-Afrika         | 2.12,70 |        |
| 20   | 4     | 0    | Clara Rybak-Andersen   | Denemarken          | 2.12,74 |        |
| 21   | 4     | 7    | Sara Franceschi        | Italië              | 2.12,91 |        |
| 22   | 3     | 7    | Anita Gastaldi         | Italië              | 2.13,07 |        |
| 23   | 3     | 1    | Laura Cabanes          | Spanje              | 2.13,80 |        |
| 24   | 4     | 9    | Nikoletta Pavlopoulou  | Griekenland         | 2.13,85 | NR     |
| 25   | 3     | 8    | Ellie McCartney        | Ierland             | 2.13,86 |        |
| 26   | 2     | 8    | Kristen Romano         | Puerto Rico         | 2.15,09 |        |
| 27   | 3     | 9    | Letitia Sim            | Singapore           | 2.15,45 |        |
| 28   | 3     | 0    | Diana Petkova          | Bulgarije           | 2.16,03 |        |
| 29   | 2     | 0    | Lee Song-eun           | Zuid-Korea          | 2.16,87 |        |
| 30   | 1     | 5    | Võ Thị Mỹ Tiên         | Vietnam             | 2.16,96 |        |
| 31   | 1     | 4    | Kamonchanok Kwanmuang  | Thailand            | 2.19,11 |        |
| 32   | 1     | 6    | Stephanie Iannaccone   | Guatemala           | 2.19,92 |        |
| 33   | 2     | 9    | Nicole Frank           | Uruguay             | 2.20,25 |        |
| 34   | 1     | 3    | Lai Wa Ng              | Hongkong            | 2.22,55 |        |
| 35   | 1     | 2    | Yasmin Silva Contreras | Peru                | 2.26,57 |        |
| 36   | 1     | 7    | Melodi Saleshando      | Botswana            | 2.41,13 |        |
| 37   | 1     | 8    | Meral Ayn Latheef      | Malediven           | 2.44,34 |        |
| 38   | 1     | 1    | Joanna Chen            | Papoea-Nieuw-Guinea | 2.48,66 |        |

### Swim-off
| Rang | Serie | Baan | Naam           | Land      | Tijd    | Bijz. |
| ---- | ----- | ---- | -------------- | --------- | ------- | ----- |
| 1    | 3     | 2    | Emma Carrasco  | Spanje    | 2.12,21 | Q     |
| 2    | 4     | 8    | Tamara Potocká | Slowakije | 2.12,99 |       |

### Halve finales
| Rang | Serie | Baan | Naam               | Land                | Tijd    | Bijz. |
| ---- | ----- | ---- | ------------------ | ------------------- | ------- | ----- |
| 1    | 1     | 4    | Summer McIntosh    | Canada              | 2.07,39 | Q     |
| 2    | 2     | 5    | Alex Walsh         | Verenigde Staten    | 2.08,49 | Q     |
| 3    | 2     | 6    | Mio Narita         | Japan               | 2.09,16 | Q     |
| 4    | 2     | 7    | Anastasia Gorbenko | Israël              | 2.09,68 | Q     |
| 5    | 2     | 2    | Abbie Wood         | Verenigd Koninkrijk | 2.10,12 | Q     |
| 6    | 1     | 5    | Mary-Sophie Harvey | Canada              | 2.10,19 | Q     |
| 7    | 2     | 8    | Yu Zidi            | China               | 2.10,22 | Q     |
| 8    | 1     | 2    | Ellen Walshe       | Ierland             | 2.10,49 | Q, NR |
| 9    | 2     | 3    | Yu Yiting          | China               | 2.10,63 |       |
| 10   | 2     | 1    | Rebecca Meder      | Zuid-Afrika         | 2.11,05 |       |
| 11   | 1     | 3    | Ella Ramsay        | Australië           | 2.11,22 |       |
| 12   | 2     | 4    | Tara Kinder        | Australië           | 2.11,24 |       |
| 13   | 1     | 7    | Phoebe Bacon       | Verenigde Staten    | 2.11,53 |       |
| 14   | 1     | 6    | Shiho Matsumoto    | Japan               | 2.11,69 |       |
| 15   | 1     | 1    | Lea Polonsky       | Israël              | 2.12,29 |       |
| 16   | 1     | 8    | Emma Carrasco      | Spanje              | 2.12,49 |       |

### Finale
| Rang   | Baan | Naam               | Land                | Tijd    | Bijz. |
| ------ | ---- | ------------------ | ------------------- | ------- | ----- |
| Goud   | 4    | Summer McIntosh    | Canada              | 2.06,69 |       |
| Zilver | 5    | Alex Walsh         | Verenigde Staten    | 2.08,58 |       |
| Brons  | 7    | Mary-Sophie Harvey | Canada              | 2.09,15 |       |
| 4      | 1    | Yu Zidi            | China               | 2.09,21 |       |
| 5      | 3    | Mio Narita         | Japan               | 2.09,56 |       |
| 6      | 2    | Abbie Wood         | Verenigd Koninkrijk | 2.09,92 |       |
| 7      | 6    | Anastasia Gorbenko | Israël              | 2.10,26 |       |
| 8      | 8    | Ellen Walshe       | Ierland             | 2.11,57 |       |